# Коронавірусна хвороба 2019 у Хорватії
Спалах коронавірусної хвороби 2019 у Хорватії — це поширення пандемії коронавірусної хвороби 2019 на територію Хорватії. Перший випадок захворювання зареєстровано в столиці країни Загребі 25 лютого, коли у хворого, який повернувся з Італії, виявлено позитивний результат тесту на коронавірус. Наступного дня виявленого другого хворого, який контактував з першим хворим на коронавірусну хворобу. Пізніше в березні виявлено низку випадків хвороби в різних містах країни. 12 березня повідомлено про першого хворого, який одужав, а 18 березня повідомлено про першого померлого від коронавірусної хвороби.
Початок пандемії коронавірусної хвороби припав на час головування Хорватії у Раді Європейського Союзу. 22 березня у столиці країні Загребі відбувся найбільший за 140 років землетрус, що створило проблеми в дотриманні соціального дистанціювання, встановленого рішенням уряду. 5 липня 2020 року у країні відбулись парламентські вибори.
19 березня 2020 року кількість хворих коронавірусною хворобою у Хорватії перевищила 100, а 21 березня перевищила позначку 200 хворих. На 25 березня в країні нараховувалось більш ніж 400 хворих, а 31 березня понад 800 хворих коронавірусною хворобою. 12 квітня число хворих коронавірусною хворобою у Хорватії досягло 1600. 14 квітня кількість активних випадків досягла свого піку у 1258. 28 квітня кількість активних випадків знизилася до менш ніж 800. 7 травня вона зменшилась до позначки нижче 400. 17 травня вона зменшилась до 200, а 26 травня кількість активних випадків стала меншою 100.
4 квітня кількість хворих, які одужали, досягла 100 осіб. 9 квітня кількість хворих, які одужали, досягла кількості 200 осіб, 13 квітня вона перевищила 400, а 21 квітня вона перевищила кількість 800 осіб. 6 травня вона перевищила 1600, а 22 травня кількість хворих, які одужали, досягла позначки 2000 осіб.
Згідно даних Оксфордського університету, станом на 24 березня Хорватія є однією з країн із найсуворішими карантинними обмеженнями, та заходами щодо запобігання поширення коронавірусної інфекції у світі. Суворі карантинні заходи, раннє виявлення шляхів поширення хвороби, швидка реакція уряду, широке висвітлення у засобах масової інформації та підтримка населення стали запорукою успішного стримування пандемії коронавірусної хвороби в Хорватії.
Для потреб усіх громадян створений вебсайт koronavirus.hr, на якому можна отримати будь-яку інформацію про коронавірусну хворобу, а також нову телефонну лінію 113, на якій добровольці відповідають на задані зацікавленими громадянами питання. 3 квітня хорватський інститут громадського здоров'я запустив чат-бота у Facebook під назвою «Нада», а 14 квітня уряд запустив чат-бот у WhatsApp, якому дали ім'я Андрія, на честь відомого хорватського вченого-медика Андрії Штампара. Ці чат-боти створені для відповідей на запитання громадян, які підозрюють, що вони інфіковані COVID-19. Ці чат-боти мають також зняти навантаження з медичних працівників, працюючи в цілодобовому режимі «24/7». 16 травня 2021 року в країні відбулися місцеві вибори. Загалом відновлення нормального життя в країні було здебільшого відновлено під час літнього туристичного сезону 2020 року.
11 липня Хорватія посилила правила в'їзду для туристів з країн поза ЄС, зокрема, українців. Зокрема, їм необхідно буде пройти самоізоляцію або здати тест на коронавірус.
14 серпня Хорватія продовжила введені раніше умови для відвідування країни громадянами України, всі українські туристи мають пройти двотижневу самоізоляцію або здати ПЛР-тест на COVID-19.

## Перебіг подій

### 2020
Занепокоєння поширенням коронавірусної хвороби в Хорватії почалося ще від швидкого поширення коронавірусу в материковому Китаї, коли стала зрозумілою загроза її поширення у планетарному масштабі. Стурбованість висловлювалась також у зв'язку з присутністю у країні китайських робітників, які брали участь у будівництві Пелешацького мосту. Частина органів влади країни розпочали здійснювати превентивні заходи для підготовки до можливого поширення хвороби в країні.
Аеропорти Хорватії попереджені щодо можливого завезення інфекції до країни, у них розпочали проводити підготовчі заходи до можливого завезення інфекції, в аеропортах також посилено заходи безпеки.
Міністерство охорони здоров'я країни видало попередження для тих громадян, які мають намір відвідати Китай, що вони мають уникати хворих людей і тварин, не купувати на місцевих ринках сирих тваринних продуктів або напівфабрикатів тваринної продукції, ретельно дотримуватися засобів особистої гігієни, а також повідомити свого лікаря про свої плани поїздки до Китаю.
31 січня 2020 року після звільнення Мілана Куюнджича парламентом Хорватії новим міністром охорони здоров'я призначено Вілі Бероша. Прем'єр-міністр країни Андрей Пленкович назвав однією з причин зміни міністра охорони здоров'я проблему ймовірного поширення коронавірусної інфекції в країні. У перший же день своєї роботи на посту міністра Берош провів зустріч із кризовим штабом міністерства охорони здоров'я щодо можливого початку епідемії коронавірусної хвороби. Того ж дня міністерство оголосило про створення національного кризового штабу для протидії поширенню коронавірусної інфекції в країні.
2 лютого Хорватський інститут громадського здоров'я запровадив спеціальні заходи щодо перевірки стану здоров'я осіб, які прибули з Китаю або нещодавно відвідували в Китай. 3 лютого новий міністр охорони здоров'я країни Вілі Берош зустрівся з єврокомісаром із питань охорони здоров'я Стеллою Киріакідес та єврокомісаром із питань гуманітарної допомоги та управління кризовими ситуаціями Янезом Ленарчичем, обговоривши з ними ситуацію щодо поширення коронавірусу. Після зустрічі з міністрами охорони здоров'я ЄС 13 лютого Берош заявив, що закриття кордонів ЄС є можливим заходом при поширенні коронавірусної хвороби.
21 лютого новопризначений міністр охорони здоров'я країни ухвалив рішення про створення карантинного відділення у загребській інфекційній лікарні «Доктор Фран Михайлович» для підозрюваних або підтверджених випадків коронавірусної хвороби. Наступного дня у це відділення на карантин госпіталізований хорватський громадянин, евакуйований із круїзного судна «Diamond Princess». Хоча в нього не спостерігалось ніяких симптомів, що могли спричинити підозру на коронавірусну хворобу, його помістили в карантин строком на 2 тижні. Прем'єр-міністр країни Андрей Пленкович заявив, що кризовий штаб з питань запобігання поширення COVID-19 буде збиратися щоденно, і що уряд країни буде вживати всіх заходів, необхідних для запобігання поширення коронавірусної хвороби.
26 жовтня в країні було посилено карантин: заборонено публічні збори понад 50 людей, на весіллях і похоронах можуть бути до 30 осіб, а на приватних зібраннях — до 15.
26 листопада в Загребі було створено тимчасовий шпиталь для хворих на COVID-19.
З 23 грудня до 8 січня 2021 року в країні було заборонено поїздки між регіонами, а також збори в одному приміщенні більше двох сімей до десяти осіб.

### 2021
13 січня Хорватія посилила правила в'їзду для іноземців до 31 січня: при в'їзді до Хорватії з країн, де виявили новий штам коронавірусу, необхідно надавати негативний ПЛР-тест, що дійсний протягом 48 годин, а також відбути обов'язкову 14-денну самоізоляцію.
1 лютого уряд Хорватії продовжив обмеження на в'їзд іноземців щонайменше до 15 лютого.

## Вплив пандемії

### Вплив на культуру
11 березня 2020 року через пандемію коронавірусної хвороби відкладено кінофестиваль у Рієці та конференцію «Роль культурної спадщини у соціально-економічному розвитку та збереженні демократичних цінностей» відкладено на невизначений термін.
18 березня оголошено, що наступного дня всі заклади культури у Хорватії будуть зачинені. Того ж дня Хорватський національний театр у Загребі у співпраці зі щоденною газетою «24sata» для надання доступу громадянам країни до перегляду найкращих творів культури створив канал у YouTube, на якому щоденно будуть представлені спектаклі у жанрах опери, балету і драми, також шанувальники можуть переглянути найкращі театральні вистави, зокрема «Все почалося з прогулянки», «Лебедине озеро» та низку інших.
20 березня Хорватський національний театр імені Івана Зайца в Рієці випустив власну віртуальну програму на каналі YouTube, як прояв солідарності зі своїми глядачами, частина з яких є найбільш уразливими щодо коронавірусної хвороби, а частина «знаходиться на передовій у боротьбі з коронавірусом». Частина театральних колективів тимчасово припиняють свою діяльність, зокрема оркестри та хори, оскільки вона передбачає зібрання великої кількості людей, частина, такі як балетні ансамблі, потребують також фізичного контакту між людьми.

### Вплив на економіку
10 березня віце-прем'єра Хорватії та міністра фінансів Здравко Марича попросили прокоментувати, наскільки епідемія коронавірусної хвороби вплинула на економіку країни, та чи може вона спровокувати економічну кризу. Міністр відповів, що це важко передбачити, тому що ситуація змінюється щодня, а більшість експертів робить лише приховані заяви. За його словами, в уряді ніхто не заперечує проблеми, оскільки вона є очевидною, проте зараз уряд не може прогнозувати її ефект, та й ніхто не може прогнозувати, передусім тому, що ніхто не знає, наскільки довго буде тривати епідемія. Також Марич висловився про те, що робити прогнози щодо стану економіки країни протягом 2020 року та бюджетних надходжень ще зарано, й він не хоче спекулювати на темі наслідків пандемії COVID-19. За його словами, прогноз зростання ВВП країни становить 2,5 %, проте слід буде обдумати, чи не доведеться пізніше коригувати цей показник, і на скільки.
Місто Дубровник розпочало досліджувати економічний вплив, який може спричинити епідемія коронавірусної хвороби у Хорватії.
14 березня уряд країни заборонив підняття ціни, та встановив вартість низки продовольчих та непродовольчих товарів на рівні ціни на 30 січня, зокрема дитячого харчування, олії, борошна, молока, яєць, солі, цукру, макаронних виробів, свіжого та консервованого м'яса, овочів, пральних порошків, дитячих пелюшок. а також засобів індивідуального захисту, включно з медичними масками, та ліків, для уникнення підвищення цін та панічних покупок. Прем'єр-міністр країни Андрей Пленкович цього ж дня повідомив президента Європейської комісії Урсулу фон дер Ляєн про ухвалене рішення. Державна інспекція оголосила, що розпочне перевірки цін у закладах торгівлі з 17 березня, штрафи за порушення правил ціноутворення будуть коливатися від 3000 до 15000 кун.
17 березня прем'єр-міністр країни повідомив, що за рішенням уряду будуть закриті торговельні центри, частина магазинів, ресторани, кінотеатри та театри, читальні та бібліотеки, спортзали, спортивні та фітнес-центри, бази відпочинку, танцювальні школи, виставки, ярмарки, нічні клуби та дискотеки. Уряд також запровадив низку короткострокових економічних заходів, зокрема відтермінування сплати позик та податків для бізнесу на три місяці у зв'язку з пандемією коронавірусної хвороби.
18 березня готель «Le Méridien LAV» у Спліті повідомив, що він закриється на карантин з 23 березня по 15 квітня.
З 19 березня всі заклади сфери обслуговування, за винятком життєво необхідного призначення, були закриті.
1 квітня уряд оприлюднив другий пакет заходів щодо підтримки економіки. Чиста мінімальна заробітна плата була збільшена з 3250 до 4000 кун (725 євро), уряд буде сплачувати внески на пільги по мінімальній заробітній платі до 1460 кун (192 євро). Підприємства, які зупинились унаслідок пандемії, або їх діяльність значно зменшилась унаслідок пандемії, будуть частково або повністю звільнені від податку на прибуток і доходи, а також від внесків до бюджетних фондів.
9 квітня Світовий банк опублікував прогноз, згідно з яким ВВП Хорватії знизиться на 6,2 %, а рівень безробіття в країні досягне 9 %. 14 квітня Міжнародний валютний фонд опублікував ще гірший сценарій для країни — зниження ВВП країни до кінця року на 9 %. Проте згідно цих же прогнозів, економіка Хорватії зросте у 2021 році згідно першого прогнозу на 6,2 %, а згідно другого прогнозу на 4,6 %.
19 квітня хорватський інститут економіки повідомив, що за його прогнозами державний борг Хорватії зросте до 90 % ВВП країни у найбільш сприятливому випадку, проте лише тоді, коли криза, спричинена пандемією, закінчиться протягом наступних трьох місяців.
6 травня Європейська комісія спрогнозувала зменшення ВВП Хорватії на 9,1 % до кінця року, а потім зростання наступного року на 7,5 %. 7 липня Єврокомісія спрогнозувала ще гірший сценарій — зменшення ВВП країни на 10,8 %, прогноз щодо відновлення економіки наступного року не змінився.

### Вплив на туризм
У Загребі в лютому 2020 року спостерігалось зменшення прибуття туристів на 6 % у порівнянні з лютим минулого року. Зменшення особливо помітне у порівнянні з січнем 2020 року, у якому спостерігалось збільшення кількості туристів у порівнянні з січнем попереднього року на 10 %.
За даними сайту evisitor.hr, за перші десять днів березня прибутки туристичної галузі знизились на 30 %, що є найбільшим зниженням у сучасній історії Хорватії.
14 березня міський музей Спліта призупинив свою роботу та закрив для огляду туристів підвали палацу Діоклетіана та галерею Емануеля Видовича. За тиждень з 16 по 22 березня готелі та ресторани країни зафіксували на 78 % падіння прибутку у порівнянні з попереднім тижнем.
16 квітня газета «Jutarnji list» опублікувала листа асоціації туроператорів та турагентів Чехії до уряду своєї країни з проханням, щоб чеські громадяни, які мають негативний результат обстеження на коронавірус, могли поїхати на відпочинок улітку до Хорватії та Словенії спеціальними транспортними коридорами. Наступного дня прем'єр-міністр Хорватії Андрей Пленкович мав телефонну розмову з прем'єр-міністром Чехії Андреєм Бабішем про цю ідею, після чого вони дали доручення своїм міністрам Гарі Капеллі та Кларі Досталовій створити прийнятну модель для прийому чеських туристів.
13 травня Хорватська національна туристична рада зафіксувала зменшення кількості туристів у країні в квітні на 99 % у порівнянні з тим же місяцем попереднього року.

### Вплив на освіту

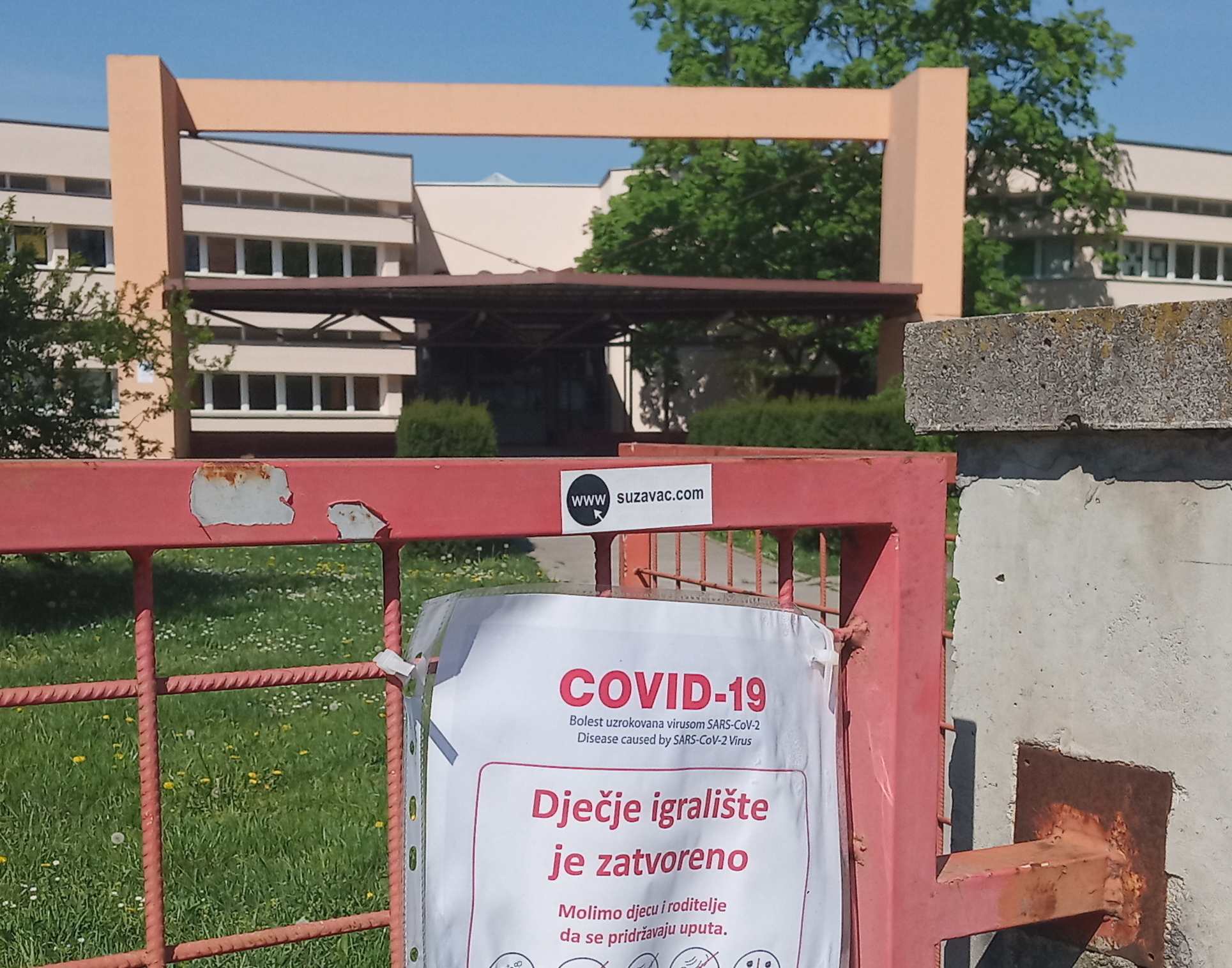
Попереджувальний знак щодо епідемії коронавірусної хвороби на вході до школи в Запрешичі

11 березня оголошено, що всі дитячі садки, школи та вищі учбові заклади в Істрійській жупанії будуть закриті на карантин з 13 березня, а учні перших чотирьох класів продовжать заняття через онлайн-уроки на телеканалі HRT 3 або через Sharepoint від Microsoft Office.
13 березня прем'єр-міністр Хорватії Андрей Пленкович оголосив, що в країні з 16 березня на два тижні закриваються усі дитсадки, школи та вищі учбові заклади.
16 березня міністр освіти країни Блаженка Див'як повідомила, що цього дня відбулась хакерська атака на CARNet, який забезпечує процес онлайн-навчання у Хорватії, що призвело до зупинки процесу онлайн-навчання. Пізніше міністр повідомила, що цього дня CARNet зазнав кілька десятків кібератак, проте онлайн-навчання пройшло успішно.
1 квітня міністр освіти країни заявила, що екзамен з хорватської мови на атестат зрілості, який попередньо був запланований на 16 травня, буде перенесений. 15 квітня вона повідомила, що цей екзамен найімовірніше відбудеться у червні. 6 травня міністр освіти повідомила, що відмінено екзамени на атестат зрілості з факультативних предметів. Проте незабаром під тиском громадськості це рішення скасували.
Після введення 25 червня обов'язкової самоізоляції осіб, які прибувають до країни з Боснії і Герцеговини, Сербії, Північної Македонії та Косово, це рішення не стосувалось учнів, які прибували до країни, щоб скласти екзамен на атестат зрілості.

### Вплив на музику
2 березня Загребська філармонія опублікувала заяву, що її спільний концерт разом із Міланським філармонічним оркестром під керівництвом Даніеле Гатті, який мав відбутися у концертній залі імені Ватрослава Лисинського 10 березня, скасований у зв'язку з тим, що італійський оркестр мав прибути з одного із найбільш постраждалих від коронавірусної хвороби регіонів Італії, що підвищувало ризик спалаху інфекції у Хорватії.
До списку скасованих або скасованих концертів у зв'язку з епідемією коронавірусу додалися також концерт джазової співачки Весни Писарович у Дом Спортова; та концерти поп-співачки Ніни Бадрич у Новому Саді, Чачаку, Крушеваці і Мариборі.
11 березня оголошено про перенесення церемонії нагородження музичної премії «Порин», яка мала відбутися 27 березня в Центар Замет у Рієці, на невизначений термін.
13 березня сербська поп-співачка Єлена Карлеуша перенесла свій виступ, який мав відбутися у загребському нічному клубі H2O уночі цієї ж доби, за її словами «задля безпеки її шанувальників та з відчуття власної відповідальності».
18 березня скасований Пісенний конкурс Євробачення у зв'язку з пандемією коронавірусної хвороби в Європі. Спочатку планувалось, що представник Хорватії Дамір Кедзо, який мав виступити на цьому музичному конкурсі від країни, виступить на наступному конкурсі Євробачення, проте 23 червня Хорватське радіотелебачення вирішило, що представника Хорватії на пісенний конкурс Євробачення 2021 року оберуть на новому конкурсі у лютому 2021 року.
5 червня 2020 року у рамках свого всесвітнього туру Courage World Tour на Арені Загреб мав відбутися концерт Селін Діон, проте 24 квітня повідомлено, що концерт перенесено на невизначений термін.

### Вплив на політику
Протягом квітня 2020 року в засобах масової інформації поширилися спекуляції, що вибори будуть призначені раніше, ніж планувалося спочатку, через невизначеність, створену все ще не подоланою пандемією коронавірусної хвороби та ситуацією з нею у Хорватії. Хоча на цей час поширення інфекції в країні утримувалось під контролем, проте виникали побоювання, що кількість випадків коронавірусної хвороби знову розпочне різко зростати восени, що буде серйозно перешкоджати проведенню виборів, або й може спричинити скасування виборів.
Вибори до парламенту Хорватії відбулись 5 липня. Явка на них склала 46,85 %, та стала найнижчою після проголошення незалежності Хорватії. Усі партії серйозно критикувалися за відмову від носіння масок та недотримання соціального дистанціювання у своїх передвиборчих штабах, у першу чергу переможці виборів — Хорватська демократична співдружність, члени якого після повідомлень про перемогу обіймались і співали разом.

### Вплив на релігію
Архієпископ Загреба Йосип Бозанич підтримав усунення святої води із входів до церков, а також рукостискання під час меси, та рекомендував віруючим отримувати гостію з рук священника, а не безпосередньо до рота. Він також рекомендував віруючим із захворюваннями дихальної системи, відвідували місцевості зі значним поширенням коронавірусної хвороби, контактували з хворими людьми, а також літнім людям і людям із хронічними хворобами не відвідувати богослужіння в церкві.
16 березня єпископ Сисака Владо Кошич звільнив віруючих своєї єпархії від обов'язку відвідувати месу до 1 квітня.
19 березня Хорватська конференція католицьких єпископів повідомила, що з наступного дня всі богослужіння в хорватських церквах будуть закриті для віруючих.
9 квітня, у Великий четвер, управління цивільного захисту дозволило жителям острова Хвар, де не було на той час жодного активного випадку хвороби, провести традиційну хресну ходу, яка відбувається на острові вже п'ять століть, за участю кількох груп лише по 15 осіб. Ці групи проходять через свій населений пункт, а в наступному населеному пункті острова їх змінює інша група учасників хресної ходи, а решта місцевих жителів лише спостерігають за ходою з балконів або дворів будинків. 1 липня Братство Єлси, яке організовує цей хресний хід, вручило прем'єр-міністру Пленковичу подячний лист за дозвіл дотриматися їх щорічної традиції.
12 квітня священник з Сиробуї Йосип Делаш під час богослужіння раптово почав словесно ображати журналіста «Далматинського порталу», який прийшов на вечірню службу, після чого на журналіста напав також один з віруючих. Цей священник і раніше вчиняв контроверсійні поступки, зокрема запрошував усіх прихожан на богослужіння у Вербну неділю, проводив меси, незважаючи на попередження єпископату Сплітсько-Макарської архідієцезії, і навіть на поліцейських, які хотіли заборонити одне з його богослужінь незадовго до цього випадку. Міністр внутрішніх справ Хорватії Давор Божинович наступного дня повідомив, що за цим випадком порушені три кримінальні справи та одне кримінальне провадження.

### Вплив на спорт
Хорватський футбольний союз 11 березня ухвалив рішення, що всі матчі вищого хорватського дивізіону відбувались без глядачів до 31 березня 2020 року. Це рішення поширюється на всі змагання, які проходять під егідою хорватського футбольного союзу. а також і до всіх матчів змагань під егідою УЄФА, які мають відбутися у Хорватії. Цього ж дня оголошено, що збірна Хорватії з футболу не буде проводити товариські матчі зі збірними Швейцарії та Португалії, заплановані на 26 і 30 березня в Досі, у зв'язку зі спалахом коронавірусної хвороби в Катарі. 12 березня Хорватський футбольний союз ухвалив рішення призупинити всі футбольні турніри в країні до 31 березня. 13 березня Хорватський футбольний союз домовився з головним тренером збірної Хорватії Златко Даличем не проводити матчів збірної під час весняного вікна в міжнародних футбольних турнірах.
13 березня скасовано забіг Wings for Life World Run, який мав відбутися в Задарі.
14 березня Златко Даличу дано припис знаходитись на самоізоляції до 18 березня, такий же припис отримали Хорватського футбольного союзу Давор Шукер, технічний директор союзу Дамір Врбанович, речник Томіслав Пачак та керівник департаменту міжнародних відносин та ліцензування Іванчиця Судац. Усі вони 2 березня перебували на жеребкуванні Ліги націй УЄФА 2020—21 та на конгресі УЄФА в Амстердамі, де вони контактували з президентом Футбольного союзу Сербії Славішею Кокезо, якому пізніше підтвердили позитивний результат аналізу на коронавірус у Клінічному центрі Сербії. Того ж дня Шукер заявив, що він буде підтримуватиме перенесення Євро-2020 на пізніший термін під час відеоконференції УЄФА, яка буде транслюватися з Ньйона. 18 березня всі вищепераовані особи виписані з карантину у зв'язку з відсутністю в них симптомів хвороби.
24 березня збірна Хорватії з футболу пожертвувала 4,2 мільйонів кун на боротьбу з епідемією коронавірусної хвороби. Того ж дня повідомлено, що гравець мадридського «Атлетіко» та хоратської збірної Шиме Врсалько пожертвував 62,5 тисячі євро для лікарні в своєму рідному місті Задар для придбання двох апаратів штучної вентиляції легень.
25 березня зареєстровано перше інфікування хорватського спортсмена коронавірусною хворобою. Ним виявився боксер Тоні Філіпі та його тренер Томо Кадич.
26 березня футбольний клуб «Динамо» (Загреб) звільнив асистентів головного тренера клубу Ненада Б'єлиці, оскільки вони, як і футболісти клубу та сам Б'єлиця, відмовлялися приймати зниження своїх заробітних плат, яке нав'язувало їм керівництво клубу. Футболісти клубу стверджували, що саме по собі зниження зарплат не стало би проблемою, проте перед оголошенням про зменшення зарплат клуб не проводив з ними ніяких переговорів, та не попереджував їх про це. 16 квітня з посади також звільнили й Ненада Б'єлицю.
30 березня воротар клубу «Монако» та колишній воротар збірної Хорватії Данієль Субашич передав 500 тисяч кун лікарням у містах Задар і Спліт. Того ж дня футболіст клубу «Реал Мадрид» та капітан хорватської збірної Лука Модрич пожертвував лікарні міста Задар 100 тисяч євро на придбання рентгенівського апарату.
1 квітня баскетбольний клуб «Цибона» із Загреба вимушений був звільнити усіх своїх працівників, окрім гравців, через неможливість виплатити їм заробітну плату, у тому числі головного тренера Івана Велича. Того ж дня Федерація баскетболу Хорватії вирішила скасувати всі баскетбольні змагання в країні на сезон 2019—2020 років. Того ж дня УЄФА вирішила перенести всі міжнародні матчі, заплановані на червень, на невизначений термін, у тому числі товариські ігри збірної Хорватії зі збірними Туреччини та Франції, які планувалось зіграти в Осієку та Ніцці.
9 квітня футбольний клуб «Рієка» підтвердив, що домовився з гравцями та працівниками клубу про скорочення заробітних плат на третину протягом наступних 16 місяців. Того ж дня повідомлено, що інвестор футбольного клубу «Інтер» (Запрешич) Велібор Кврігіч та головний тренер Желько Петрович покинули клуб, залишивши клубу та гравців напризволяще.
21 квітня федерація гандболу Хорватії скасувала всі змагання під своєю егідою.
20 квітня Хорватський футбольний союз вирішив призупинити сезон Першої хорватської футбольної ліги до 16 травня, 6 травня футбольний союз вирішив відновити чемпіонат країни в найвищому дивізіоні 30 травня.
У рамках свого тенісного туру Адрія Тур сербський тенісист Новак Джокович прибув до Задара разом з іншими відомими тенісистами. Проте запланований тенісний турнір не відбувся, оскільки 21 червня стало відомо, що болгарський тенісист Григор Димитров інфікувався коронавірусом. Наступного дня хорватський тенісист Борна Чорич також повідомив, що інфікувався коронавірусом, після чого організатори закликали всіх уболівальників та інших осіб, які контактували з хворими теніситами, пройти обстеження на коронавірус. Джокович відмовився проходити випробування в Задарі, проте він пройшов тест у Белграді 23 червня, який виявився позитивним, позитивний результат тесту виявлено також у його дружини Єлени та тренера з фітнесу Марко Панічі. Того ж дня підтверджено позитивний тест на коронавірус у ще одного учасника турніру, сербського тенісиста Віктора Троїцького, а також у його вагітної дружини Олександри. Легенда хорватського тенісу Горан Іванишевич, який є тренером Джоковича, також повідомив, що в нього підтверджено позивний тест на коронавірус.

#### Скасовані сезони
- Баскетбольна Прем'єр-ліга[104]
- Перша баскетбольна ліга (Адріатика)[117]
- Друга баскетбольна ліга (Адріатика)[117]
- Юніорська баскетбольна ліга (Адріатика)[117]

#### Зупинені сезони
- Перша футбольна ліга
- Друга хорватська футбольна ліга
- Жіночий чемпіонат Хорватії з футболу
- Кубок Хорватії з футболу

### Вплив на транспорт
2 березня о 9:50 за центральноєвропейським часом скасована частина міжнародних авіарейсів до Загреба. Авіакомпанія «Korean Air» також повідомила, що скасовує рейси на лінії Сеул— Загреб (які повинні були розпочатися 31 березня) до 23 квітня.
11 березня, після того, як пором з Анкони увійшов у порт Спліта, паромна лінія Анкона—Спліт була закрита.
13 березня авіакомпанія «Croatia Airlines» повідомила про те, що особи, які протягом останніх 14 днів відвідували низку країн та місцевостей, повинні відбути 14 днів у карантині. До них відносяться Італія, КНР (провінція Хубей), Південна Корея (місто Тегу та район Чхондо) та Німеччина (Гайнсберг в землі Північний Рейн-Вестфалія). Крім того, пасажири, які відвідали такі країни за попередні 14 днів будуть зобов'язані провести 14 днів у самоізоляції: Франція, Швеція, Швейцарія, Іспанія, Німеччина (крім вищезгаданої місцевості країни), Австрія, Велика Британія, Нідерланди, Китай (крім згаданого китайського регіону), Корея (крім згаданого корейського регіону), Японія, Гонконг, Сінгапур, Малайзія, Бахрейн та Словенія (Бела Крайна). Ці особи, які не мали постійного місця реєстрації в Хорватії, або місця, де вони б могли знаходитись на самоізоляції, відправлялись у карантин у відведених для цього місцях, при відмові від карантину особу відправляли назад до країни, звідки вона прибула.
14 березня Хорватія закрила кордон з Боснією і Герцеговиною.
15 березня директор Хорватського інституту охорони здоров'я Крунослав Капак підтвердив, що громадяни Боснії та Герцеговини та Сербії не зобов'язані йти на самоізоляцію після прибуття до Хорватії. Проте пізніше цього ж дня начальник відділу поліції Брод-Посавської жупанії Антун Валич підтвердив, що з минулої ночі пасажири, які в'їжджали до країни з Боснії та Герцеговини, були зобов'язані перебувати в 14-денній самоізоляції.
18 березня повідомлено, що наступного дня будуть закриті 27 прикордонних пунктів перетину кордону зі Словенією.
19 березня, після першого зареєстрованого випадку коронавірусної хвороби в місті, аеропорт Дубровник був закритий. 21 березня призупинено транспортне сполучення зі словенськими регіонами Бела Крайна та Нижня Крайна. Громадянам Хорватії, які працюють у цих регіонах. також заборонили перетинати кордон країни.
22 березня на всій території Хорватії призупинений рух громадського транспорту строком на 30 днів. Призупинення стосується громадського пасажирського транспорту в межах країни (крім послуг таксі), міжнародного громадського пасажирського транспорту, усіх видів міського громадського транспорту, а також усіх інших видів громадського транспорту (зокрема, фунікулеру).
23 березня національний штаб цивільного захисту Хорватії повідомив, що громадянам буде заборонено залишати межі свого населеного пункту, за винятком окремих випадків.

### Ксенофобія та расизм
15 лютого під час матчу Суперліги Хорватії з настільного тенісу, який проводився в Дубровнику між місцевою командою «Лібертас Марінколора» та гостьовою командою «СТК Старр» з Вараждина, на офіційній сторінці Facebook дубровницької команди опубліковано ряд образливих коментарів, спрямованих до китайського гравця команди гостей Тан Жуя, в яких міститься згадка про коронавірус. До нього входив коментар тренера «Лібертас Марінколор» Марко Хабянека, в якому він наказав одному зі своїх гравців (який грав з Таном у наступному матчі) «Побити цей вірус». Згодом коментарі було видалено. Пізніше клуб «Лібертас Марінколор» вибачився та засудив цей вислів.
11 березня автобусу, що їхав з Відня, на прикордонному переході Мацель відмовлено у в'їзді до Хорватії через чотирьох сінгапурських пасажирів, яких попросили повернутися до Відня, незважаючи на наявність у них всіх необхідних документів. Після роз'яснення лікаря на прикордонному переході, що вони повинні провести 14 днів у карантині за власний кошт, вони відмовились від в'їзду в країну. Проте прикордонники після цього попросили водія автобуса також повернутися до Відня, повідомивши його, що він не повинен був впускати сінгапурців до автобуса.

## Міжнародна допомога
Наступні країни та міжнародні організації направили допомогу та кошти уряду Хорватії для допомоги у боротьбі з пандемією:
- Китайська Народна Республіка — 12 квітня 2020 року до Загреба було доставлено партію у 60 тонн засобів індивідуального захисту.[133]
- Саудівська Аравія — муфтій Загреба Азіз Ефенді Хасанович підтвердив, що генеральний секретар Світової Мусульманської ліги Мухаммед бін Абдул Карім Ісса пожертвував 300 тисяч доларів США на допомогу країні в боротьбі з епідемією хвороби.[134][135]
- ОАЕ подарували Хорватії 11,5 тонн засобів індивідуального захисту.[136]
- ЮНІСЕФ подарував Хорватії 4,4 тонни засобів індивідуального захисту.[137]